# Stenodynerus bermudensis
Stenodynerus bermudensis är en stekelart som först beskrevs av Joseph Charles Bequaert 1929.  Stenodynerus bermudensis ingår i släktet smalgetingar, och familjen Eumenidae. Inga underarter finns listade i Catalogue of Life.